# Martin Ziguélé
Martin Ziguélé (12 de febrero de 1957-) es un político centroafricano que fue primer ministro de la República Centroafricana (2001-2003) y fue candidato a las elecciones presidenciales de 2005 donde logró el segundo lugar, como abanderado del Movimiento para la Liberación del Pueblo Centroafricano (MLPC).

## Carrera política
El presidente Ange-Félix Patassé lo nombró como primer ministro, el 1 de abril de 2001, volviendo de su residencia en Lomé, Togo. Pasó entonces a tomar el liderazgo del MLPC y asumió el desafío de suceder a Patessé como candidato presidencial en 2005, pero fue vencido por el general François Bozizé.
Inicialmente había sido excluido de participar en las elecciones, pero finalmente fue incorporado por decisión de la Comisión Electoral Independiente.
Ejerce la presidencia del MLPC desde junio de 2006
En las elecciones de 2011 volvió a enfrentarse a Bozizé, esta vez obtuvo el tercer lugar.
En octubre de 2021, la coalición COD-2020, el partido Patrie de Crépin Mboli-Goumba y el Movimiento de Liberación del Pueblo Centroafricano de Martin Ziguélé retiraron a sus representantes del comité organizador y denunciaron "un deseo de sabotear el Diálogo".